# Morašice, Chrudim
Morašice là một làng thuộc huyện Chrudim, vùng Pardubický, Cộng hòa Séc.